# Padre Bernardo
| \| Padre Bernardo \|                   |
| Lage der Stadt Padre Bernardo in Goiás |
| Padre Bernardo                         |

| Padre Bernardo |

Padre Bernardo ist eine brasilianische politische Gemeinde im Bundesstaat Goiás in der Mesoregion Ost-Goiás und in der Mikroregion Entorno de Brasília. Sie liegt nördlich der brasilianischen Hauptstadt Brasília und nordöstlich von Goiânia, der Hauptstadt des Bundesstaates.

## Geographische Lage
Padre Bernardo grenzt
- im Norden an Mimoso de Goiás
- im Osten an Planaltina
- im Süden an Bundesdistrikt Brasília und Águas Lindas de Goiás
- im Südwesten an Cocalzinho de Goiás
- im Westen an Vila Propício